# Pôle d'évaluation domaniale
Un pôle d'évaluation domaniale (PED) est un service déconcentré de la direction générale des Finances publiques.
Il assure principalement des missions d'évaluations immobilières afin d'assurer une transparence de l'action publique en matière immobilière et d'un meilleur contrôle de la dépense publique.

## Missions
Le PED évalue l'immobilier pour le compte de l'État, des collectivités territoriales, SAFER, établissements publics, bailleurs sociaux publics, etc. En effet, certaines conditions législatives obligent ces derniers à saisir le Domaine pour des opérations immobilières  de type acquisition, cession et prise à bail.
Il intervient également en tant qu'expert auprès du juge de l'expropriation dans les cas d'expropriation et de préemption au titre de commissaire du gouvernement.
Les missions d'évaluations sont réalisées dans le respect des engagements contenus dans la charte de l'évaluation du Domaine.
Les biens immobiliers à évaluer par l'évaluateur sont multiples : immeuble de rapport, fonds de commerce, terre agricole, servitude, usufruit, forêt, etc.
Les évaluateurs sont en majorité des inspecteurs (catégorie A).

## Organisation
Les pôles sont répartis à l'échelle départementale et interdépartementale au sein de direction départementales (DDFiP) et régionales (DRFiP).
Les PED sont supervisés par la direction nationale d'intervention domaniale (DNID).
Depuis le 1er septembre 2017, il existe 59 pôles d'évaluation domaniale répartis sur tout le territoire.